# Únosné riziko (román)
Únosné riziko (Acceptable Risk) je v řadě 17. román amerického spisovatele Robina Cooka. Původně vyšel v USA roku 1995.

## Obsah
Poutavý příběh začíná v Salemu roku 1692, kdy obviní ženu bohatého Ronalda Stewarta Elizabeth z čarodějnictví. Mají samozřejmě nezvratný důkaz, a proto je Elizabeth následně bez odkladu odsouzena a popravena. Poté se děj přesouvá do současnosti, kde se zdravotní sestra Kimberley Stewartová seznámí s nadějným neurochemikem Edwardem Armstrongem. Když mu Kimberley vypráví o svých dávných předcích je Edward nadšen. Jeho nadšení se ještě vystupňuje poté, co se Kimberley zmíní i o Elizabeth. Sám Edward je totiž přívržencem teorie, že celé to šílenství v Salemu vyvolával námel rostoucí na žitě, jenž se odtud dostával do chleba. Svým odhodláním strhne i Kimberley, která se bude snažit získat nějakou stopu po své dávné příbuzné Elizabeth, jde především o ten nezvratný důkaz, díky kterému Elizabeth tak rychle popravili. Edward a Kim se stěhují do domku a zámečku v Salemu, kde žili již Kimberleyini předci. Zde nachází Kim staré dokumenty a dopisy a pátrá po Elizabeth, zatímco Edward ve sklepě nachází houbu podobnou námelu. Ihned ho napadne vyrobit z námelu lék nové generace. Spolu s dalšími nadšenci postaví na pozemku Stewartovy rodiny tajnou laboratoř, kde se jim skutečně podaří vyrobit lék, nazvaný Ultra, neskutečně dokonalý! Nejen, že působí proti depresím, ale zároveň povznáší mysl a dokonce dokáže pozitivně ovlivnit charakter osobnosti. Edward nechce na nic čekat a chce, aby bylo Ultra co nejdříve schváleno, čímž by si jistě zajistil Nobelovu cenu. Proto testuje Ultra nejen na zvířatech, ale i na sobě a na lidech z jeho týmu. Každý z nich dostává jinou dávku, kterou nikdo nezná, aby si účinky nevymýšleli. Z počátku se zdá být vše dokonalé a Edwardovi se skutečně schyluje k úspěchu…
Pak se ale začnou dít strašlivé věci – někdo v noci chytá a trhá zvířata na kusy. Vědci si náhle uvědomí, že jsou to právě oni. A může za to Ultra. Část z nich je pro návrh přestat brát preparát zcela, ovšem Edward a pár dalších jsou proti. Mezitím se Kim dostává stále blíže k vyřešení záhady o Elizabeth, ale stále nenachází onen nezvratný důkaz. I přes úspěchy je nešťastná, protože se vzdálili s Edwardem, který je stále více v laboratoři, poslední dny naprosto pořád. Následně je napaden, mimo všechna roztrhaná zvířata, také jeden mladý pár, který jen tak tak ujede ve svém automobilu před "posedlými" vědci. V tu chvíli si všichni, včetně Edwarda, uvědomí, že s Ultra musí skončit. To už je ale příliš pozdě – i po vysazení léku se po usnutí vypíná vědcům racionální myšlení a jediné, co jejich mozek zabezpečuje, jsou základní zvířecí instinkty. Především nasytit se. Tu noc se ovšem stane něco nečekaného – Kimberley se rozhodne něco dělat s pochroumaným vztahem mezi ní a Edwardem a vydá se přes celý pozemek až k laboratoři, následně zaklepe a čeká. Z laboratoře se ozývají podivné, jakoby zvířecí, zvuky. Vědci, jakoby proměnění ve zvířata, se pokoušejí chytit a ulovit Kim. Ta před nimi prchá a nakonec se schová ve výklenku pod schody. Ostatním se ji ovšem brzy podaří zachytit, když Kim uslyší zaškrábání na dveře a následné zavytí na nic nečeká, udeří první "zvíře" do hlavy a prchá po schodech nahoru. Během honičky zjišťuje, že se ostatní, obdobně jako zvířata, bojí ohně a tak potyčka nakonec končí podpálenou nemovitostí, kde ovšem převážná většina vědců zahyne. Kim volá policii a ta poslední vyděšená a unavená "zvířata" odváží do blázince. Na konci knihy se Kimberley z místního muzea dozvídá, že Elizabeth díky houbě, ze které vyrobil Edward lék Ultra, potratila ve stáji. Někdo tenkrát vidět její nedonošené dítě (zřejmě nějak kolem 4. měsíce těhotenství) a označil je jako nezvratný důkaz čarodějnictví; plod totiž byl silně znetvořen zřejmě v důsledku teratogenních účinků námele, vyskytujícího se hojně v žitě, jež Elisabeth používala k přípravě chleba, a mohl vyvolat domněnku o svém ďábelském původu). V naprostém závěru knihy jde Kim do blázince za pozůstalými vědci. Částečně jsou popáleni. Kimberley na ně kouká přes silné a nerozbitné sklo a vidí v nich své bývalé přátele. Náhle ale v očích jednoho z nich uvidí to, co tehdy v noci. Prudce se mu rozšíří zorničky a vrhá se na sklo, za nímž sedí Kim. Ta vyděšeně odchází a přes to všechno, především kvůli Elizabeth, zůstává bydlet v domku rodiny Stewartových.

### Hlavní postavy
- Dr. Edward Armstrong – Odborník na neurochirurgii
- Kimberley Stewartová – Edwardova přítelkyně, potomek Elizabeth a Ronalda Stewarta
- Ronald Stewart – Bohatý a vážený muž ze Salemu
- Elizabeth Stewartová – Vdala se za Ronalda, popravena za čarodějnictví